# 比利巴克迪爾國家公園
17°0′N 88°26′W / 17.000°N 88.433°W
比利巴克迪爾國家公園（英語：Billy Barquedier National Park）是伯利兹的國家公園，位於該國東部斯坦克里克區，面積6.6平方公里，始建於2001年，有無尾刺豚鼠、美洲豹、貘等野生動物棲息。